# جاناتان موریرا
جاناتان سیسیرو موریرا (به انگلیسی: Jonathan Moreira)متولد ۲۷ فوریه ۱۹۸۶ بازیکن فوتبال اهل برزیل است.